# Уштаган (Мангистауская область)
Уштаган (каз. Үштаған) — село в Мангистауском районе Мангистауской области Казахстана. Административный центр Актюбинского сельского округа. Находится примерно в 55 км к юго-востоку от села Шетпе, административного центра района, на высоте 172 метров над уровнем моря. Код КАТО — 474633100.

## Население
В 1999 году население села составляло 1552 человека (786 мужчин и 766 женщин). По данным переписи 2009 года, в селе проживало 1325 человек (690 мужчин и 635 женщин).